# H.M. Murdock
Kapitan H.M. „Howling Mad” Murdock („Wyjący świr”, „Wyjący pies”) – fikcyjna postać występujca w serialu komediowo-sensacyjnym Drużyna A emitowanym w latach 80. W rolę tę w serialu wcielił się Dwight Schultz, natomiast w wersji kinowej z 2010 roku Sharlto Copley (Dwight Schulz zagrał w filmie niewielki epizod).

## Drużyna A
Drużyna A to grupa byłych żołnierzy amerykańskich Sił Specjalnych, niesłusznie oskarżonych o napad na bank w czasie wojny w Wietnamie. Po ucieczce z wojskowego więzienia, ukrywają się w półświatku Los Angeles, gdzie utrzymują się jako najemnicy. Wojskowe przygotowanie pomaga im w walce, dzięki czemu potrafią wyjść z każdej opresji. Niepokonany zespół tworzą Murdock razem z Hannibalem Smithem, B.A. Baracusem oraz Templetonem Buźką Peckiem. Mimo że Murdock, nie został oskarżony o rabunek banku, jest pełnoprawnym członkiem drużyny i uczestniczy w każdej akcji.

## Charakterystyka postaci

### Wygląd
Murdock zazwyczaj nosi bejsbolówkę, skórzaną kurtkę z głową tygrysa na plecach i napisem „Da Nang 1970” oraz trampki. Często także ma na sobie koszulkę z zabawnym napisem, lub bohaterem kreskówki.

### Pseudonim
Podobnie jak B.A. „Bad Attitude” („Mexican Slayride” - pilot) skrót H.M. jest pseudonimem Murdocka, „Howlin' Mad” (wyjący świr), co doskonale odzwierciedla jego osobowość.

### Grupa krwi
W pierwszym sezonie serialu przedstawiono, że zarówno Murdock jak i B.A. mają taką samą rzadką grupę krwi AB -. W odcinku „Black Day at Bad Rock” („Czarny dzień w Bad Rock”) B.A. zostaje poddany transfuzji, otrzymując krew od Murdocka, który pomimo sprzeciwów sierżanta (obawia się zarażeniem obłędem) zostaje ściągnięty ze szpitala psychiatrycznego. Wspomnienie o zbieżności krwi żołnierzy ma także miejsce  w odcinku „Curtain Call” („Na bis”) sezonu drugiego, gdy Murdock zostaje postrzelony chroniąc Hannibala.

### Pochodzenie
Wiele szczegółów z życia Murdocka jest nazbyt ubarwionych lub  pozostaje owianych tajemnicą. Wierząc scenariuszowi, matka Murdocka zmarła gdy miał 5 lat (choć wciąż utrzymują ze sobą kontakt) wychowywała go babcia (H. Emma Murdock), oraz dziadek.

### Symulowana choroba psychiczna
Murdock podaje się za osobę chorą psychicznie, choć na ogół doskonale to udaje. Określa się jako paranoika ze skłonnościami do okresowych zaników pamięci. Objawy obłędu zmieniają się z odcinka na odcinek, ale najczęściej obejmują identyfikację Murdocka z jakimś fikcyjnym bohaterem, halucynacjami, a także wiarę w inteligencję nieożywionej części otoczenia. Zdarza się, że zmienia kreowaną przez siebie postać w trakcie toku akcji (co wyjątkowo irytuje B.A.) Często rozmawia ze swoim wyimaginowanym psem Billym. B.A. niejednokrotnie traci cierpliwość z powodu z nietuzinkowego zachowania Murdocka, nazywając go świrem. 
W jednym z odcinków trzeciego sezonu, B.A. twierdzi, że Murdock doznał obłąkania po przeżytej katastrofie lotniczej. W rzeczywistości powód obłędu  nie jest całkowicie wyjaśniony. Mimo chwiejnego stanu umysłowego Murdock całkowicie integruje się z drużyną i uczestniczy w akcjach kiedy tylko zajdzie taka potrzeba.
Murdock został zwolniony ze szpitala psychiatrycznego w sezonie piątym przypuszczalnie z powodu powrotu do zdrowia. Jest to logiczne biorąc pod uwagę, że kapitan wykorzystywał swój domniemany obłęd jako kamuflaż.

### Umiejętności
Murdock jest uważany za najlepszego pilota śmigłowców wojny wietnamskiej. Mimo to potrafi latać na wszystkim, bez względu na to, czy jest to samolot pasażerski, myśliwiec czy wiatrakowiec.
Murdock posiada obszerną wiedzę z różnych dziedzin, która przydaje się w najrozmaitszych sytuacjach ukazując jego genialny instynkt.
Włada kilkoma językami m.in.: hiszpańskim, wietnamskim, częściowo rosyjskim oraz chińskim. W odcinku „The Maltese Cow” („Krowa maltańska”) sezonu drugiego Murdock wypowiada słowa „Co mogę powiedzieć? Pewnego dnia miałem straszny ból głowy i zanim ustąpił, umiałem mówić po chińsku.”
Ponadto posiada umiejętność naśladowania różnych dźwięków i głosów, oraz posługuje się różnymi akcentami. Zdolności te zostały wykorzystane w odcinku „Wheel od Fortune” („Koło fortuny”) w sezonie czwartym, gdy Murdock pracował w CIA.

### Zadania wykonywane w Drużynie A
Mimo że był pilotem drużyny A w trakcie rabunku banku w Hanoi (za co są ścigani), Murdock nigdy nie był poszukiwany. Zazwyczaj przebywa w szpitalu psychiatrycznym, z którego często ucieka, (najczęściej z pomocą Buźki), aby pomóc kolegom w  kolejnej misji.     
Ponieważ kapitan Murdock nie jest ścigany przez rząd, często jest jedynym członkiem drużyny, mogącym wymknąć się przed pojmaniem przez wrogów lub policję. Niejednokrotnie sam na własną rękę ratuje kolegów z opresji.    
Dzięki talentowi aktorskiemu często towarzyszy Buźce, gdy ten musi coś załatwić dla drużyny. 

### Wątki miłosne
- Doktor Kelly Stevens (grana przez Wendy Fulton, prywatnie żonę Dwighta Schultza[4]) – lekarz weterynarii, w której zakochał się Murdock podczas ucieczki z rąk wrogów, którzy chcieli go wykorzystać jako przynętę dla Drużyny A. Później dalej flirtowali, wykazując wzajemne zainteresowanie sobą. Lekarka nie pojawiła się więcej, ale odegrała kluczową rolę również ze względu na to, że nie była podrywana przez Buźkę.
- Jody Klineman / Jody Joy („Wheel of fortune” – „Koło fortuny” odcinek 13 sezon 4) pomogła Murdockowi, który uciekł grupie rabującej kasyno w Las Vegas. Romans trwał do zakończenia odcinka, kiedy scenę pocałunku przerwało przybycie B.A. i Buźki.
- Dominic Corde („The Spy Who Mugged Me”, sezon 5) – dziewczyna gangstera o pseudonimie „Jaguar”. Spędziła noc z Murdockiem, a potem próbowała go zastrzelić.